# Avenida New Lots (línea Canarsie)
La estación New Lots Avenue (Avenida New Lots) es una estación de dos vías y dos plataformas laterales. Las plataformas se conectan, y las salidas están localizadas en el centro de ambas plataformas.
Al sur de la estación, la línea se convierte en un corte abierto en la calle East 105. Al norte de la estación, la línea se convierte en una estructura elevada.
Servicio de transferencia está disponible con el bus B15 hacia el Aeropuerto JFK.